# Copa América 1922
De Copa América 1922 (eigenlijk het Zuid-Amerikaans voetbalkampioenschap 1922, want de naam Copa América wordt pas vanaf 1975 gedragen) was een toernooi gehouden in Rio de Janeiro, Brazilië van 17 september tot 22 oktober 1922.
Alle landen van de CONMEBOL (in 1922) deden mee. Dit waren Argentinië, Brazilië, Chili, Paraguay en Uruguay.

## Deelnemende landen
| Land           | Aantal deelnames | Huidig aantal deelnames op rij | Vorige deelname |
| -------------- | ---------------- | ------------------------------ | --------------- |
| Argentinië (t) | 6de              | 6                              | 1921            |
| Brazilië (g)   | 6de              | 6                              | 1921            |
| Chili          | 5de              | 1                              | 1920            |
| Paraguay       | 2de              | 2                              | 1921            |
| Uruguay        | 6de              | 6                              | 1921            |

- (g) = gastland
- (t) = titelverdediger

## Stadion
| Rio de Janeiro                             | · Rio de Janeiro |
| Estádio das Laranjeiras Capaciteit: 20.000 | · Rio de Janeiro |
|                                            | · Rio de Janeiro |

## Scheidsrechters
De organisatie nodigde in totaal 6 scheidsrechters uit voor 11 duels. Tussen haakjes staat het aantal gefloten duels tijdens de Copa América 1922.

## Groepsfase

### Eindstand
| Land                     | Wed | Win | Gel | Ver | DV | DT | +/− | Pnt |
| ------------------------ | --- | --- | --- | --- | -- | -- | --- | --- |
| Uruguay (teruggetrokken) | 4   | 2   | 1   | 1   | 3  | 1  | +2  | 5   |
| Brazilië                 | 4   | 1   | 3   | 0   | 4  | 2  | +2  | 5   |
| Paraguay                 | 4   | 2   | 1   | 1   | 5  | 3  | +2  | 5   |
| Argentinië               | 4   | 2   | 0   | 2   | 6  | 3  | –3  | 4   |
| Chili                    | 4   | 0   | 1   | 3   | 1  | 10 | –9  | 1   |

Brazilië, Paraguay en Uruguay speelden gelijk. Uruguay trok zich terug voor de finale in protest tegen de Braziliaanse scheidsrechters. De finale ging toen tussen Brazilië en Paraguay.

### Wedstrijden
Elk land moest één wedstrijd spelen tegen elk ander land. De puntenverdeling was als volgt:
- Twee punten voor winst
- Één punt voor gelijkspel
- Nul punten voor verlies

|                                      |          |       |           |                                                                           |
| 17 september 1922 «onderlinge duels» | Brazilië | 1 – 1 | Chili     | Estadio das Laranjeiras, Rio de Janeiro Scheidsrechter: Ricardo Vallarino |
| 17 september 1922 «onderlinge duels» | Tatú 9'  |       | Bravo 41' | Estadio das Laranjeiras, Rio de Janeiro Scheidsrechter: Ricardo Vallarino |

|                                      |       |                                |         |                                                                          |
| 23 september 1922 «onderlinge duels» | Chili | 0 – 2                          | Uruguay | Estadio das Laranjeiras, Rio de Janeiro Scheidsrechter: Francisco Andreu |
| 23 september 1922 «onderlinge duels» |       | Heguy 10' Urdinarán 19' (pen.) |         | Estadio das Laranjeiras, Rio de Janeiro Scheidsrechter: Francisco Andreu |

|                                      |             |       |           |                                                                                    |
| 24 september 1922 «onderlinge duels» | Brazilië    | 1 – 1 | Paraguay  | Estadio das Laranjeiras, Rio de Janeiro Scheidsrechter: Norberto Ladrón de Guevara |
| 24 september 1922 «onderlinge duels» | Amílcar 14' |       | Rivas 71' | Estadio das Laranjeiras, Rio de Janeiro Scheidsrechter: Norberto Ladrón de Guevara |

|                                      |                                          |       |       |                                                                           |
| 28 september 1922 «onderlinge duels» | Argentinië                               | 4 – 0 | Chili | Estadio das Laranjeiras, Rio de Janeiro Scheidsrechter: Ricardo Vallarino |
| 28 september 1922 «onderlinge duels» | Chiessa 10' Francia 36', 41' Gaslini 75' |       |       | Estadio das Laranjeiras, Rio de Janeiro Scheidsrechter: Ricardo Vallarino |

|                                   |          |       |         |                                                                        |
| 1 oktober 1922 «onderlinge duels» | Brazilië | 0 – 0 | Uruguay | Estadio das Laranjeiras, Rio de Janeiro Scheidsrechter: Servando Pérez |
| 1 oktober 1922 «onderlinge duels» |          |       |         | Estadio das Laranjeiras, Rio de Janeiro Scheidsrechter: Servando Pérez |

|                                   |                                 |       |       |                                                                        |
| 5 oktober 1922 «onderlinge duels» | Paraguay                        | 3 – 0 | Chili | Estadio das Laranjeiras, Rio de Janeiro Scheidsrechter: Servando Pérez |
| 5 oktober 1922 «onderlinge duels» | Ramírez 5' López 78' Fretes 86' |       |       | Estadio das Laranjeiras, Rio de Janeiro Scheidsrechter: Servando Pérez |

|                                   |             |       |            |                                                                      |
| 8 oktober 1922 «onderlinge duels» | Uruguay     | 1 – 0 | Argentinië | Estadio das Laranjeiras, Rio de Janeiro Scheidsrechter: Pedro Santos |
| 8 oktober 1922 «onderlinge duels» | Buffoni 43' |       |            | Estadio das Laranjeiras, Rio de Janeiro Scheidsrechter: Pedro Santos |

|                                    |         |             |          |                                                                      |
| 12 oktober 1922 «onderlinge duels» | Uruguay | 0 – 1       | Paraguay | Estadio das Laranjeiras, Rio de Janeiro Scheidsrechter: Pedro Santos |
| 12 oktober 1922 «onderlinge duels» |         | Elizeche 7' |          | Estadio das Laranjeiras, Rio de Janeiro Scheidsrechter: Pedro Santos |

|                                    |                             |       |            |                                                                          |
| 15 oktober 1922 «onderlinge duels» | Brazilië                    | 2 – 0 | Argentinië | Estadio das Laranjeiras, Rio de Janeiro Scheidsrechter: Francisco Andreu |
| 15 oktober 1922 «onderlinge duels» | Neco 42' Amílcar 86' (pen.) |       |            | Estadio das Laranjeiras, Rio de Janeiro Scheidsrechter: Francisco Andreu |

|                                    |          |                         |            |                                                                        |
| 18 oktober 1922 «onderlinge duels» | Paraguay | 0 – 2                   | Argentinië | Estadio das Laranjeiras, Rio de Janeiro Scheidsrechter: Enrique Vignal |
| 18 oktober 1922 «onderlinge duels» |          | Francia 63', 79' (pen.) |            | Estadio das Laranjeiras, Rio de Janeiro Scheidsrechter: Enrique Vignal |

## Finale
|                                    |                           |         |          |                                                                        |
| 22 oktober 1922 «onderlinge duels» | Brazilië                  | 3 – 0   | Paraguay | Estadio das Laranjeiras, Rio de Janeiro Scheidsrechter: Servando Pérez |
| 22 oktober 1922 «onderlinge duels» | Neco 11' Formiga 48', 89' | details |          | Estadio das Laranjeiras, Rio de Janeiro Scheidsrechter: Servando Pérez |

|                               |
| Vlag van Brazilië (1889-1960) |
| BRAZILIË 2de titel            |

## Doelpuntenmakers
4 doelpunten
- Francia

2 doelpunten
- Amilcar

- Formiga

- Neco

1 doelpunt
- Chiessa
- Gaslini
- Tatú
- Bravo

- Elizeche
- Fretes
- López
- Ramírez

- Rivas
- Buffoni
- Heguy
- Urdinarán

1916 · 
1917 · 
1919 · 
1920 · 
1921 · 
1922 · 
1923 · 
1924 · 
1925 · 
1926 · 
1927 · 
1929 · 
1935 · 
1937 · 
1939 · 
1941 · 
1942 · 
1945 · 
1946 · 
1947 · 
1949 · 
1953 · 
1955 · 
1956 · 
1957 · 
1959 · 
1959 · 
1963 · 
1967 · 
1975 · 
1979 · 
1983 · 
1987 · 
1989 · 
1991 · 
1993 · 
1995 · 
1997 · 
1999 · 
2001 · 
2004 · 
2007 · 
2011 · 
2015 · 
2016 ·
2019 ·
2021 ·
2024